# Drosophila melanoptera
Drosophila melanoptera är en tvåvingeart som beskrevs av Oswald Duda 1927. Drosophila melanoptera ingår i släktet Drosophila och familjen daggflugor.
Artens utbredningsområde är Bolivia.